# Свемирски баскет (франшиза)
Свемирски баскет (енгл. Space Jam) је хумористична научнофантастична филмска серија са кошаркашима и ликовима Шашава дружина.

## Филмови

### Свемирски баскет(1996)
Главни чланак: Свемирски баскет
Бивша НБА суперзвезда Мајкл Џордан се опростио од активног играња кошарке да би започео каријеру професионалног играча бејзбола. У међувремену, господин Свакхамер, власник ванземаљског луна парка „Морон планина“, тражи нове атракције за свој пропадајући луна парк. Свакхамер шаље своје слуге да зароби Шашаву дружину, која живи испод површине земље.
Пошто ванземаљци нису много високи, Шашава дружина изазива ванземаљце на кошаркашку утакмицу. Да би се припремили за утакмицу, ванземаљци се враћају на површину Земље и краду таленте Чарлса Барклија, Патрика Јуинга, Магсија Боугса, Ларија Џонсона и Шона Бредлија ушавши у тела кошаркаша и одузимајући им њихове вештине. Ванземаљци су искористили украдене таленте да се трансформишу у џиновска створења које Шашава дружина не може сама да победи. Због тога Шашава дружина регрутује невољног Мајкла Џордана и његовог трапавог и приглупог асистента Стена Подолака.
У одлучујућој утакмици, екипа Шашаве дружине је пребијена услед бруталног играчког стила екипе ванземаљаца, тако да на терену остају само Џордан, Душко Дугоушко, Патак Дача и Лола Зечица. Екипи Шашаве дружине је због недовољног броја играча претила дисквалификација. Бил Мари, пошто је пријатељ са продуцентом филма, успаве да уђе у свет Шашаве дружине и придружи се њиховој екипи, спречивши тако дисквалификацију.
У одлучујућим секундама утакмице, екипа Шашаве дружине губи један поен разлике, а на Џордану је да постигне победоносни погодак. Користећи издужену руку (пошто се налази у свету цртаног филма где је све могуће), Џордан успева да постигне победоносни кош. После утакмице, цртани ликови враћајуи Џордана на површину Земље, који враћа украдене таленте њиховим власницима. Џордана касније бивши ривали изазивају да се врати у НБА, што он чини (као и у стварном животу).

### Свемирски баскет: Ново наслеђе(2021)
Главни чланак: Свемирски баскет: Ново наслеђе
Леброн Џејмс и његов син Дом заробљени су у виртуелном свету и Леброн мора да их одведе кући на сигурно, водећи са собом и Душка Дугоушка, Лолу и целу банду ноторно недисциплинованих чланова Шашаве дружине. Ово путовање кроз трансформацију открива колико ће далеко неки родитељи ићи како би се повезали са својом децом.

### Свемирски баскет 3(2022)
Главни чланак: Свемирски баскет 3